# 3. tankovskogrenadirska brigada (Österreichisches Bundesheer)
3. tankovskogrenadirska brigada je mehanizirana brigada, ki deluje v sestavi Kopenskih sil Avstrijskih zveznih oboroženih sil.

## Zgodovina
Enota je bila ustanovljena leta 1963.

## Sestava
- Poveljstvo brigade (Mautern)
- 3. oklepni štabni bataljon (Mautern)
- 3. izvidniški in artilerijski bataljon (Mistelbach)
- 19. lovski bataljon (Pinkafeld)
- 33. oklepni bataljon (Zwölfaxing)
- 35. tankovskogrenadirski bataljon (Grossmittel)
- 3. pionirski bataljon (Melk)